# 1978年10月教宗選舉秘密會議
1978年10月教宗選舉秘密會議因教宗若望·保祿一世在1978年9月28日離世後而召集舉行。會議從1978年10月14日開始，經過八輪投票後，在10月16日18時18分，會議舉行地西斯汀小堂的煙囪冒出白煙，表示樞機團已選出新教宗。當選者為克拉科夫總教區總主教，58歲的波蘭籍樞機嘉祿·若瑟·沃伊蒂瓦，並取名號為「若望·保祿」。

## 背景
1978年9月28日，若望·保祿一世因心臟病發於梵蒂岡宗座宮離世，終年65歲，成為其中一位任期最短的教宗。若望·保祿一世葬禮舉行10天後，1978年10月教宗選舉秘密會議於1978年10月14日正式開始。
根據教宗保祿六世於1970年11月21日發布的自動手諭，宗座出缺時已滿80歲的樞機將不能參與教宗選舉秘密會議。根據規定，未滿80歲的樞機中年齡最長者會代替因超齡不能參加本次選舉的樞機團團長卡羅·孔法洛涅里樞機和副團長保羅·馬雷拉樞機。在自己不當選的前提下，也將在選舉結束時詢問當選教宗是否接受選舉结果以及其教宗名號。如未滿80歲的樞機中年齡最長者當選教宗，上述工作則由未滿80歲的樞機中年齡第二最長者負責。

### 樞機選舉人
儘管當時共有126位樞機，但根據教宗保祿六世於1970年11月21日發布的自動手諭，宗座出缺時已滿80歲的樞機將不能參與教宗選舉秘密會議。
宗座出缺時已滿80歲的樞機有15位，故此能夠參與該次秘密會議的只有111位樞機。

### 候選人
原則上，参加選舉的樞機可以投票給任何已受洗的成年男性天主教徒（即樞機可以投票給非樞機者）。然而，自1378年以來選出的教宗都是樞機。
| 樞機選舉人分布 |                                         |
| -------------- | --------------------------------------- |
| 意大利         | 25                                      |
| 歐洲其餘部分   | 30                                      |
| 北美洲         | 12                                      |
| 拉丁美洲       | 19                                      |
| 非洲           | 12                                      |
| 亞洲           | 9                                       |
| 大洋洲         | 4                                       |
| 選舉人         | 111                                     |
| 缺席           | 0                                       |
| 前任教宗       | 若望·保祿一世 （1978年8月至1978年10月） |
| 新任教宗       | 若望·保祿二世 （1978年10月至2005年）    |

## 日期
本次教宗選舉秘密會議在10月14日開始。教宗本篤十五世於1914年規定選舉在宗座出缺後的15日起開始舉行。教宗當時設立這規定主要是因為教宗逝世或辭職後，各地的樞機可以有足夠時間到達梵蒂岡參與教宗選舉秘密會議。如各樞機於限期前已全部到達梵蒂岡則可提早舉行教宗選舉秘密會議。

## 選情
10月14日下午，西斯汀小堂的煙囪冒出了此次選舉的第一次黑煙，這也說明了第一輪投票已經結束，而且最高票者未達總數之三分之二多一票（75票），第一輪投票失敗。歐洲中部時間10月15日上午，經過了第二輪及第三輪的投票，樞機團依然未達成共識，投票失敗。而於同日下午的第四輪及第五輪投票，依然沒有一位樞機達到票數門檻，投票失敗。歐洲中部時間10月16日上午，經過了第六輪及第七輪的投票，依然沒有一位樞機達到票數門檻，投票失敗。而於同日下午的第八輪的投票，樞機團達成了共識，於10月16日18時18分，西斯汀小堂的煙囪冒出了白煙，投票成功並選出新教宗。
執事級首席樞機佩里克爾·費利奇第二次登上聖伯多祿大殿中央陽台向聖伯多祿廣場的信眾以拉丁語宣布新教宗的姓名及名號。該拉丁語的宣布如下：
|  | Annuntio vobis gaudium magnum: Habemus Papam! Eminentissimum ac Reverendissimum Dominum, Dominum Carolum Sanctæ Romanæ Ecclesiæ Cardinalem Wojtyla, qui sibi nomen imposuit Ioannis Pauli |

中文翻譯如下：
|  | 我十分高興向你們宣布： 我們有了教宗！ 他是最傑出和最可敬的 神聖羅馬教會嘉祿·沃伊蒂瓦樞機 以「若望·保祿」作為他的名號 |

新教宗的姓名為58歲的嘉祿·若瑟·沃伊蒂瓦樞機，並取名號為「若望·保祿」。
新教宗於10月16日19時15分登上聖伯多祿大殿中央陽台給予信眾首個宗座祝福，即「致全城與全球」（Urbi et Orbi，全城指教宗駐地羅馬）的降福。